# イエスタデイ (村上春樹)
「イエスタデイ」は、村上春樹の短編小説。

## 概要
村上は『文藝春秋』2013年12月号から2014年3月号まで、「女のいない男たち」と題する連作の短編小説を続けて掲載した。本作は2014年1月号に発表されたその2作目（同号の発行日は2013年12月10日）。

### 英訳
| タイトル | Yesterday                                           |
| 翻訳     | フィリップ・ガブリエル                              |
| 初出     | 『ザ・ニューヨーカー』2014年6月9日・16日号          |
| 収録書籍 | 『Men Without Women』（クノップフ社、2017年5月9日） |

## オリジナル版と単行本版の本文異同
登場人物の木樽（きたる）が歌う、関西弁訳のビートルズの「イエスタデイ」の歌詞は、単行本収録に際して大幅に削られた。「歌詞の改作に関して著作権代理人から『示唆的要望』を受けた」ためと、村上は『女のいない男たち』のまえがきで説明している。歌詞の削除に伴って、大きく加筆訂正がなされた。
|           | オリジナル版                                                                                           | 単行本版                                                                                        |
| --------- | --- | ----------------------------------------------------------------------------------------------- |
| p397      | 「こんな歌詞だ。」                                                                                     | 削除                                                                                            |
| p397      | 「イエスタデイ」の歌詞、19行                                                                           | 19行のうち16行分が削除された。                                                                  |
| p397      | ―― | 「始まりはそんな…（中略）…ただあきれてその歌を聴いていただけだった。」（約310字）が挿入された。 |
| p401      | 「『そらまあ、意味みたいな…（中略）…理屈は通ってるやろ』」                                             | 削除                                                                                            |
| p401      | 「『蘊蓄じゃない。世界中に知られている事実だ』と僕は言った。…（中略）…湯気の中から言った。」           | 「よく」「まあ」「のんびりした」などの言葉が付け加えられた。                                    |
| p401      | 「そしてまたサビの部分を歌った。」                                                                     | 35文字分の言葉が付け加えられた。                                                                |
| p401      | 「イエスタデイ」の歌詞、4行                                                                            | まったく異なる歌詞に変えられた。歌詞のあとに「とかなんとか。」という言葉が付け加えられた。      |
| p401      | 「『悲しい歌やないか…（中略）…浮き彫りにしている』／言葉の無駄な消費を避けるために僕は話題を変えた。」 | 全文削除され、約130字分の文章が付け加えられた。                                                 |
| p406      | 「フラニーとゾーイ」                                                                                   | 「フラニーとズーイ」                                                                            |
| p420 -421 | 「たとえば車を運転していて…（中略）…そして木樽のことをつい思い出してしまう。」                         | 全文にわたって大幅に加筆修正がなされた。                                                        |
| p421      | 「イエスタデイ」の歌詞、5行                                                                            | 5行のうち2行分が削除された。                                                                    |

## あらすじ
「僕」の知っている限り、ビートルズの『イエスタデイ』に関西弁の歌詞をつけた人間は、木樽という男一人しかない。彼は風呂に入るとよくその歌を歌った。木樽は生まれも育ちも東京都大田区田園調布だったが、ほぼ完璧な関西弁をしゃべった。子供の頃から阪神タイガースのファンだった彼は、「血の滲むような努力をして」関西弁を身につけたという。
そのとき「僕」は早稲田大学文学部の2年生で、木樽とは早稲田の正門近くの喫茶店の同じアルバイト仲間だった。木樽は浪人2年目だった。彼には小学校のときからつきあっている女の子がいたが、彼女の方は先に現役で上智大学の仏文科に入学した。
日曜日の午後、「僕」は木樽と彼のガールフレンドの栗谷えりかと三人で会った。えりかが木樽が関西弁しか話さないことを話題にすると、木樽は「僕」を指さし、「こいつかてけったいなやつやぞ。芦屋の出身のくせに東京弁しかしゃべらんしな」と言った。「それってわりに普通じゃないかしら」「おいおい、それは文化差別や。文化ゆうのは等価なもんやないか」「それは等価かもしれないけど、明治維新以来、東京の言葉がいちおう日本語表現の基準になっているの。その証拠に、たとえばサリンジャーの『フラニーとズーイ』の関西語訳なんて出てないでしょう？」という会話がそれに続いた。
木樽はえりかと「僕」に、二人が個人的につきうあうことをすすめ、その週の土曜日に二人は渋谷で落ち合った。ニューヨークを舞台にしたウディー・アレンの映画を見た。それから2週間ほどして木樽はひとことの連絡もせず喫茶店を辞めた。
16年後、「僕」は赤坂のホテルで開かれたワイン・テイスティング・パーティーの会場で栗谷えりかと再会する。フォーマルな服に身を包んだ人々があちこちでグラスを傾け、若い女性ピアニストは『ライク・サムワン・イン・ラブ』を弾いていた。

## 朗読番組
- 村上春樹を読む「ドライブ・マイ・カー」 〜短編集「女のいない男たち」より〜（2022年8月8日[7] - 26日、NHKラジオ第1） - 全15回、本作と表題作を放送。本作の読み手は山像かおり[8]
  - 「朗読の世界」で「村上春樹短編集」として再放送（2024年1月22日 - 2月9日、NHK-FM）[9][10]